# François Dupuy
Pour les articles homonymes, voir Dupuy et François Dupuy (sociologue).
François Dupuy est un homme politique français né le 8 juillet 1846 à Montaigu-de-Quercy (Tarn-et-Garonne) et décédé le 13 février 1921 à Moissac (Tarn-et-Garonne).

## Biographie
Médecin, il est député de Tarn-et-Garonne de 1910 à 1919, inscrit au groupe de la Gauche radicale. 

## Sources
- « François Dupuy », dans le Dictionnaire des parlementaires français (1889-1940), sous la direction de Jean Jolly, PUF, 1960 [détail de l’édition]